# Pedro Álvarez de Toledo y Leiva

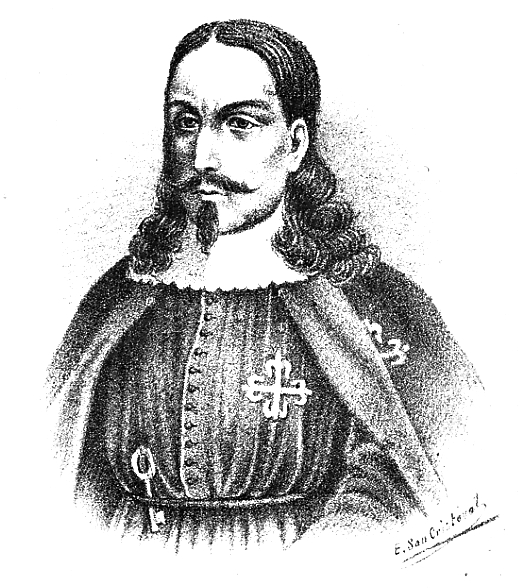
Pedro Álvarez de Toledo, 1. Marquis von Mancera

Pedro Álvarez de Toledo y Leiva, Marqués de Mancera (* 1585 in Úbeda, Provinz Jaén, Spanien; † 9. März 1654 in Mancera, Provinz Salamanca, Spanien) war ein spanischer Offizier und Kolonialverwalter, der als Vizekönig von Galicien und Peru amtierte.

## Leben

### Herkunft und Karriere in Europa
Toledo entstammte einer adligen Familie. Er diente in der spanischen Marine im Mittelmeer. 1607 verteidigte er mit fünf Galeeren unter seinem Befehl die Meerenge von Gibraltar gegen arabische Angriffe. Der Vizekönig von Neapel (das damals spanisch beherrscht war), berief ihn in den Staatsrat und machte ihn 1622 zum Generalleutnant der sizilianischen Galeerenflotte.
Toledo heiratete Luisa Feijóo de Novoa y Zamudio, die ihm eine Tochter (Francisca María) gebar. Nach ihrem Tod heiratete er 1621 María Luisa de Salazar y Enríquez de Navarra. Das Paar hatte einen Sohn, Antonio, und eine Tochter, Antonia.
Für seine Verdienste erhob ihn König Philipp IV. 1623 zum erblichen Marqués und berief ihn in den Kriegsrat am spanischen Hof.
1631 übernahm er das Amt des Gouverneurs und Generalkapitäns der Provinz Galicien, das er bis 1637 innehatte. Er wurde 1637 zum Gouverneur der spanischen Besatzung in Oran ernannt und im Jahr darauf zum Vizekönig von Peru.

### Amtszeit als Vizekönig von Peru
Im Mai 1639 schiffte sich Toledo nach Südamerika ein und erreichte im September 1639 Lima. Im Dezember 1639 übernahm er sein Amt. Zu dieser Zeit war die Pazifikküste Südamerikas immer wieder das Angriffsziel von Freibeutern unter holländischer und englischer Flagge, insbesondere aber auch von Portugiesen, die aus Brasilien operierten. Toledo ließ daher die Befestigungen in einigen Hafenstädten verstärken, darunter in Callao, Arica, Valdivia und Valparaíso. Dank seiner Erfahrung als Flottenkommandeur reorganisierte er die Kräfte der spanischen Marine vor Ort.
Toledo bereicherte das gesellschaftliche Leben Limas durch literarische Abende, bei denen Schokolade in speziellen Tassen, den sogenannten Mancerinas gereicht wurde.
Für die Kolonialverwaltung Perus von Bedeutung war die Einführung von Papel Sellado - gesiegeltem Papier, das offizielle Dokumente fälschungssicherer machen sollte. Toledo brachte diese Innovation aus Europa nach Südamerika.
Im September 1648 übergab Toledo mit Ende seiner Amtszeit das Amt an seinen Nachfolger. Er kehrte nach Europa zurück und starb 1654 auf seinem Stammsitz in Mancera.
Sein Sohn Antonio Sebastián Álvarez de Toledo wurde später zum Vizekönig von Neuspanien berufen.